# Bad Batch
Clone Force 99
Pour les articles homonymes, voir clone.
Cet article concerne l'escouade fictive. Pour le film d'Ana Lily Amirpour, voir The Bad Batch. Pour la série d'animation, voir Star Wars: The Bad Batch.
Escouade apparaissant dans
Star Wars.
La Clone Force 99, surnommée le Bad Batch, est une escouade fictive de l'univers étendu de Star Wars. Elle est constituée de soldats clones génétiquement modifiés qui servent la République galactique lors de la guerre des clones.
Le Bad Batch est créé par Dave Filoni pour la série d'animation Star Wars: The Clone Wars. Il apparaît ensuite dans la série Star Wars: The Bad Batch qui est centrée sur lui. C'est l'acteur américain Dee Bradley Baker qui prête sa voix aux membres originaux du Bad Batch dans la version originale, il est ensuite rejoint par Michelle Ang.

## Univers
L'univers de Star Wars se déroule dans une Galaxie qui est le théâtre d'affrontements entre les chevaliers Jedi et les seigneurs noirs des Sith, personnes sensibles à la Force, un champ énergétique mystérieux leur procurant des pouvoirs psychiques. Les Jedi maîtrisent le côté lumineux de la Force, pouvoir bénéfique et défensif, pour maintenir la paix dans la galaxie. Les Sith utilisent le côté obscur, pouvoir nuisible et destructeur, pour leurs usages personnels et pour dominer la galaxie.

## Histoire

### Guerre des clones
La Clone Force 99 apparaît pour la première fois lors de la bataille d'Anaxes où elle rejoint les troupes des généraux Jedi Obi-Wan Kenobi et Anakin Skywalker. Ceux-ci n'arrivent pas à avancer car leur ennemi parvient à anticiper chacune de leurs stratégies. Un signal contenant les détails des stratégies employées par les clones est envoyé à tous les droïdes de combat. Le Bad Batch découvre que la source de ce signal est le clone CT-1409, aussi connu sous le nom d'Echo. La Clone Force 99 parvient à infiltrer la base ennemie et à secourir Echo qui accepte d'intégrer l'escouade,.
Le Bad Batch est envoyé en renfort sur Kaller afin de porter assistance à la maître Jedi Depa Billaba contre un groupe de droïdes de combat. Tandis qu'il repart au combat en compagnie du padawan Caleb Dume, il est ordonné à tous les soldats clones d’exécuter les Jedi. Insensibles à cet ordre, les membres de l'escouade refusent d'obéir mais ne parviennent pas à sauver maître Billaba. Cependant Hunter permet au padawan de s'échapper, ce qui énerve Crosshair, seul membre de la Clone Force 99 à être affecté par l'ordre 66,.
De retour sur Kamino, les membres du Bad Batch assistent au discours de proclamation de l'Empire galactique par l'empereur Palpatine. Cette déclaration met également fin à la guerre des clones et remet donc en question l’utilité des soldats clones.

## Caractéristiques
Originellement, le Bad Batch est constitué de soldats clones qui ont subi des modifications génétiques. Ils sont par conséquent considérés comme étant défectueux par rapport aux clones normaux. Ces modifications leur octroient des aptitudes qui rendent chacun de ses membres unique.
La Clone Force 99 tient son nom de 99, un clone malformé apparaissant pour la première fois dans l'épisode 1 de la saison 3 de The Clone Wars.

## Membres

### Hunter
Le sergent Hunter est le chef du Bad Batch. Il n'hésite pas à utiliser des méthodes peu anodines pour atteindre l'objectif mais ne mettra jamais en danger les membres de son escouade qui éprouvent le plus grand respect pour lui. Il dispose de sens bien plus affutés que les clones normaux, il est par exemple capable de ressentir les champs électromagnétiques. Il est celui dont le visage ressemble le plus aux autres clones,.

### Crosshair
Crosshair, est un tireur de précision que les modifications qu'il a reçu ont doté d'une excellente vision. Il semble cependant être le membre de l'escouade le plus proche des soldats clones normaux. En effet, contrairement aux autres, il est le seul à avoir été affecté par l'ordre 66. L'amiral Tarkin profite de cela pour l'utiliser comme un pion de l'Empire et pourchasser le Bad Batch,.

### Tech
Tech est le spécialiste en technologie de l'escouade, il est bien plus intelligent que les autres clones. Cela semble avoir eu un effet négatif sur sa musculature, il parait en effet plus faible que les autres. Il est particulièrement fier de ses différences qui le rendent unique et n'hésite pas à le rappeler aux autres membres de l'escouade.

### Wrecker
Wrecker est grâce aux modifications qu'il a reçu, doté d'une force « surhumaine ». Il est bien plus grand et imposant que les autres soldats clones. Il semble avoir été programmé pour combattre et détruire ses ennemis. Sa façon de se battre, en chargeant ses adversaires, a tendance à créer la confusion chez eux et il sait en tirer parti.

### Echo
Echo est un ancien soldat d'élite de l'armée de la République. Lors d'une mission, il est capturé par les Séparatistes qui le torturent et mènent de nombreuses expériences sur lui. Il est utilisé afin d'anticiper les stratégies des forces républicaines. Il est secouru par le général Skywalker et le Bad Batch qu'il finit par intégrer.
À la suite des expériences menées par les Séparatistes sur lui, il est devenu un cyborg mi-humain, mi-machine, et dispose notamment d'une prise de connexion à un ordinateur. Ces modifications ont rendu non-fonctionnelle la puce inhibitrice située dans son cerveau. Ainsi, lorsque l'ordre 66 est proclamé dans le but d'exterminer tous les Jedi, Echo refuse d'obéir, contrairement aux clones normaux.

### Omega
Omega est la seule clone connue à être de sexe féminin. Elle est le cinquième et dernier clone créé par les kaminoens à avoir subi des modifications génétiques. Elle est affectée en tant qu'assistante médicale de Nala Se. Bien que n'ayant jamais reçu de formation militaire, elle est particulièrement adroite avec un blaster. Elle est encore une enfant lorsqu'elle rencontre le Bad Batch peu de temps après l’exécution de l'ordre 66 qui ne l'a d'ailleurs pas affecté,,.